# Network News Transfer Protocol
Il Network News Transfer Protocol, spesso abbreviato come NNTP, è il protocollo usato dal servizio internet Usenet, la cui applicazione comune sono i cosiddetti Newsgroup. È un protocollo di livello applicativo basato su stringhe di testo mandate su canali TCP ASCII a 7 bit.
È usato principalmente nei software sviluppati per i server, per gestire il trasferimento degli articoli tra di loro, ed è anche alla base del protocollo NNRP (Network News Reader Protocol), utilizzato dai software dei client per connettersi ai server.

## Storia
Brian Kantor dell'Università della California (San Diego) e Phil Lapsley dell'Università di Berkeley hanno completato le specifiche per il protocollo NNTP nel marzo del 1986, pubblicate nella RFC (Request For Comments) 977.
Altri contributi arrivarono da Stan Barber del Baylor College of Medicine ed Erik Fair della Apple Computer.
Usenet era originariamente progettata intorno ad una rete UUCP, con la maggior parte del post trasferito attraverso collegamenti telefonici diretti.
NNTP in pratica si basa su un protocollo SMTP ridotto, adattato per permettere la lettura dei newsgroup.
La porta TCP riservata al protocollo NNTP è la 119.
Quando un client si collega attraverso SSL/TLS, la porta di default diventa la 563. In questo caso si può parlare di NNTPS.
NNTP rimane tuttora molto diffuso. Proprio per questa ragione nell'ottobre 2006 è stato pubblicato un aggiornamento presente in RFC 3977.
Anche il protocollo IMAP può essere usato per leggere i newsgroup.
In sintesi Usenet è una rete mondiale formata da moltissimi server intercomunicanti tra loro che raccolgono informazione e fanno uno scambio, Network News Transfer Protocol (NNTP). Il Network News Reader Protocol (NNRP) è il protocollo utilizzato per l'accesso ai server Usenet, detti comunemente newsserver, da parte dei client utilizzati per accedere ai newsgroup.